# 香港新市鎮
自從1959年，香港政府在新界區大規模發展新市鎮（香港政府早期文獻稱為衞星城市），以應付香港人口增長，並藉以分散擠迫香港市區內的人口，從而改善香港居住環境。現時的新市鎮即：荃灣（包括葵涌和青衣）、沙田（包括馬鞍山）、屯門、大埔、元朗、粉嶺和上水、將軍澳、天水圍、東涌。這些新市鎮各處於不同發展階段。然而，政府目前不會進一步發展大型新市鎮，而是集中着重發展如啟德一類的中型新發展區和新界的新發展區。

## 概念
二十年代初，英國的城市面對工業發展帶來的問題，英國建築師荷畏特1898年構想出建立新一代市鎮提供鎮外有綠化地帶圍繞，稱為「花園城市」。而當時英國殖民地的香港受其影響，在1920年引入這發展方式。受著英國規劃概念的影響，仿效「花園城市」模式的住宅區亦於二十年代在九龍塘出現。後來，英國新市鎮在設計和規劃上經過多番的改進，為香港日後發展新市鎮提供不少啟示。

## 背景
第二次世界大戰後，中國大陸政局持續不穩，大批難民從中國大陸湧入香港，市區居住環境擠逼。當時，香港政府委任的英國建築規劃師柏德·亞拔高比爵士指出，香港最終必須發展新市鎮，以容納激增人口。1953年，石硤尾木屋區發生大火，政府興建公共房屋以安置災民。此計劃成功奠定政府發展大型建屋計劃的決心。香港新市鎮計劃在1960年代開始策劃，1970年代初正式展開建設工程。1972年，時任港督麥理浩公布十年建屋計劃，興建公共房屋的土地資源主要來自新界，港府需要大規模拓展新市鎮，以達成港府所訂立的建屋目標。
香港的新市鎮由拓展署（現已合併至土木工程拓展署）負責規劃及開發，1973年時任香港總督麥理浩設立新界拓展署專責新市鎮發展，大舉發展新界。新市鎮發展計劃展開時的目標，是在首先發展的三個新市鎮內，為180萬人提供居所。當時香港的人口約為420萬。
香港一向致力於保持其領導工商業中心的地位並發展為一個國際都市，而要達到此目標，土地及房屋發展與本地對空間和經濟增長的不斷需求必需互相配合。新市鎮，便作為了城市與經濟發展的一種工具，在政府的規劃下慢慢建立開來，以容納、分散市區過份擁擠的人口讓其有足夠的空間發展，並為重化工業的發展帶來更多的用地。「自給自足」與「均衡發展」是政府規劃及發展香港新市鎮的目標。前者是指一個新市鎮在房屋、就業、教育、康樂及其他社區設施方面均能滿足其居民的基本需要，從而減低其對舊社區中心的依賴及就業的壓力；後者則是指所建立的社區應該是由一個具備各種社會經濟背景和技能的人士構成的和諧社會。不過，由於全球經濟環境改變，使到原先構想的自給自足社區模式並沒有取得很大的成功，不少新市鎮的居民在就業及其他生活需要上仍依賴著市區，也引起了交通及其他的社會問題。估計直到北部都會區落成並提供50萬個就業機會後，問題才有望解決。

## 歷史

### 衛星城市

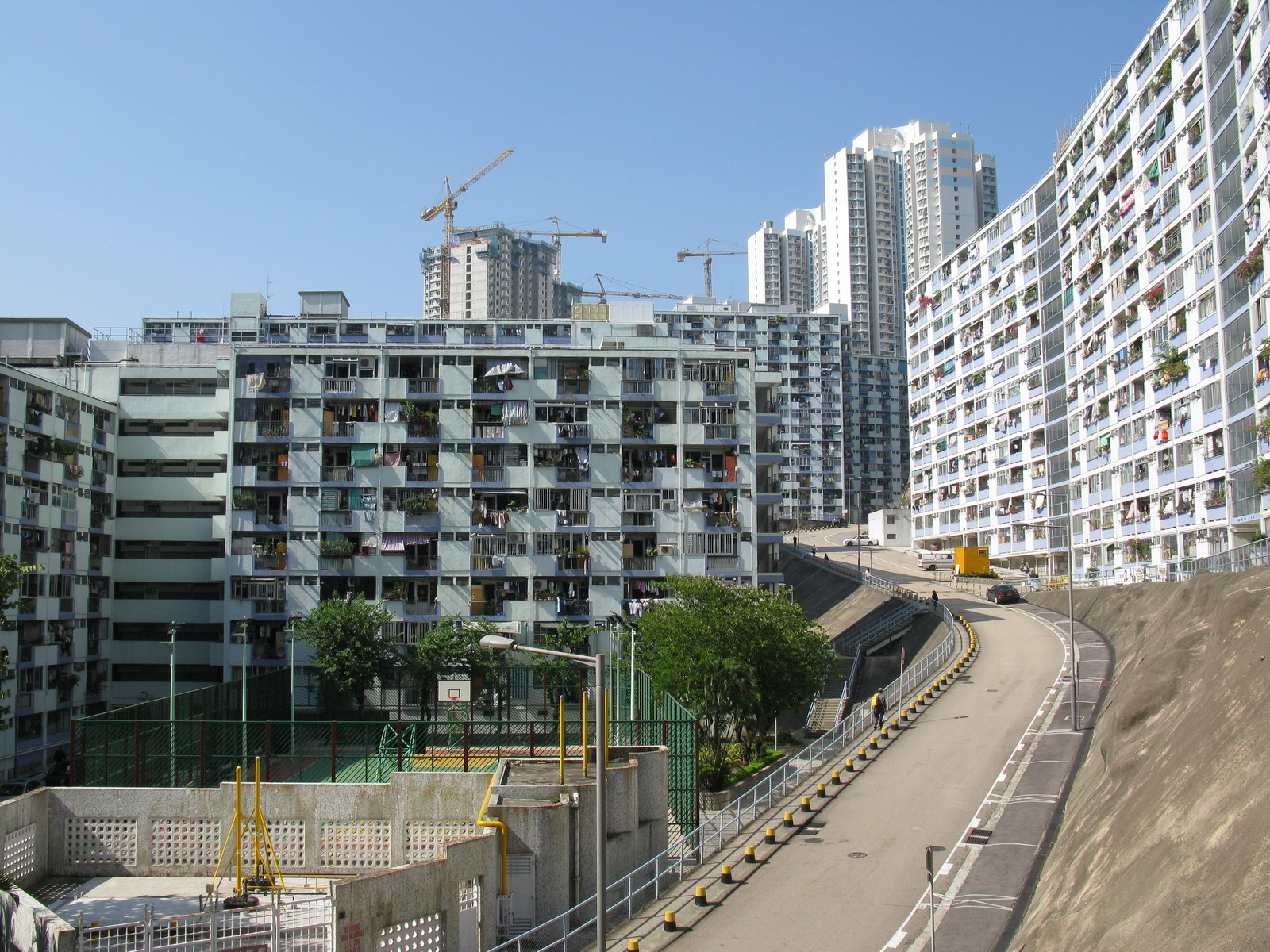
觀塘花園大廈是觀塘首個廉租屋邨

根據新界區發展計劃，結論是香港的衛星城市先發展荃灣和葵涌。但由於觀塘鄰近牛頭角的寮屋區，可以吸引寮屋居民入住，同時拆卸寮屋和解決當時香港衛生問題。加上地理位置方便移山填海發展工業用地，因此觀塘成為第一個衛星城市。
由於當時香港島及九龍的土地經已飽和，故刻意選擇這個接近市區而又未被完全規劃的地點作出一連串城市發展規劃，以便紓緩香港島及九龍的人口。可是當時香港政府對觀塘的衛星城市規劃帶有濃厚英國低密度城鎮色彩，根本未能配合香港高度用地需求。基於這個衛星城市落成初期各有弊端，如工業混雜，互相干擾、住宅與工業區鄰近，理論上初期的衛星城市規劃是完全失敗的。
由於觀塘是位於九龍，並非位於新界，加上發展觀塘衛星城市時，根本未出現新市鎮一詞，因此政府把觀塘視作市區內的一個新發展區域，認為觀塘根本不屬於新市鎮之例。因為觀塘完全沒有經1973年成立的新界拓展署規劃發展，故觀塘只是香港首個衛星城市。香港地鐵最初的兩條路線：觀塘綫和荃灣綫，就是將此兩個新發展區與香港傳統的心臟地帶中環連接。
至於華富邨，同樣是以類似衛星城市概念發展成為一個公共屋邨的形式發展，落成初期交通不足，而且遠離市區，需要大量宣傳吸引市民遷入。不過華富邨只是一個以城鎮概念的公共屋邨，並不算是衛星城市。

### 新市鎮

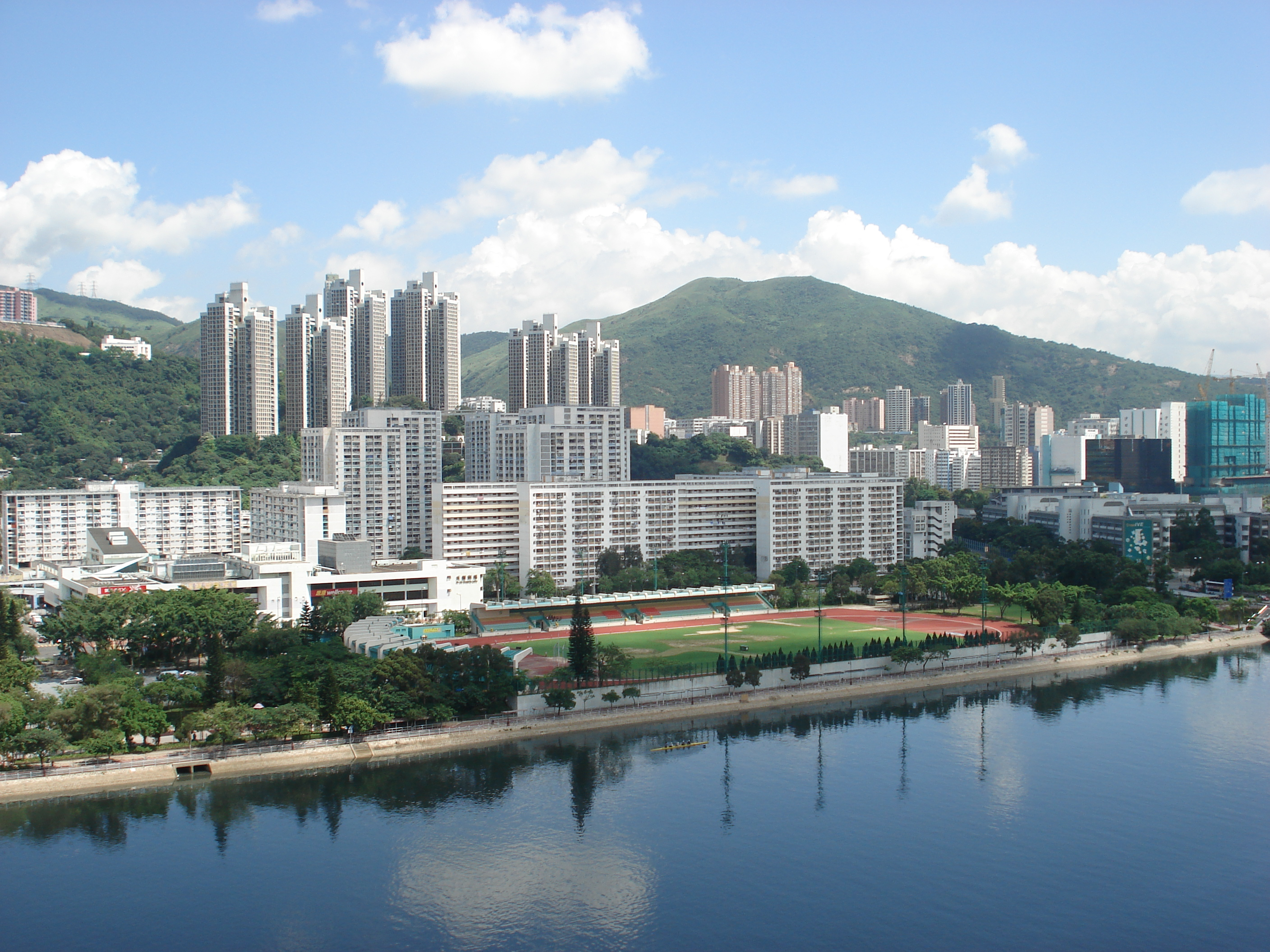
沙田新市鎮

香港政府決定吸取觀塘的衛星城市規劃失誤，並配合香港的情況，決定1970年代初期重新在新界的荃灣、沙田和屯門發展衛星城市，以配合香港急速經濟發展所出現用地需求，紓緩市區人口壓力。並引入「自給自足」的規劃目標，例如港府分別為荃灣、沙田及屯門興建瑪嘉烈醫院、威爾斯親王醫院及屯門醫院等大型公立全科醫院，令區內居民盡量減少使用市區公立醫院服務，又先後興建荃灣大會堂、沙田大會堂及屯門大會堂，為該區居民提供大型表演場地，以達致居民在衛星城市內自給自足的目標，同時減少市區公共設施的負擔。最後這些衛星城市發展成功，漸漸改稱為新市鎮。
但荃灣、沙田、屯門與觀塘一樣，同樣因為規劃不善，如工業用地鄰近住宅，以及低估因日後香港經濟發展轉變，令大量新市鎮居民難以原區就業需要前往市區上班、加上貨櫃碼頭的貨櫃車的龐大交通流量形成交通擁擠。結果令政府要在7、80年代透過興建多條公路，例如獅子山隧道、葵涌道、荃灣路、屯門公路、呈祥道、西九龍走廊和機場隧道，並加強新市鎮連接市區的鐵路交通，例如興建地鐵荃灣綫及九廣鐵路電氣化工程等，才令困擾多年的交通問題得以緩和。
現有九個新市鎮依發展時間約可劃分為四代：首三個新市鎮荃灣、沙田和屯門的發展工程於1970年代初期動工；第二代的大埔、粉嶺／上水和元朗繼而於1970年代後期動工建設；第三代的將軍澳、天水圍和沙田之擴展部份馬鞍山的發展工程則於1980年代展開；而最後一個新市鎮東涌則在1990年代初開始發展。這些新市鎮的整體計劃人口約為400萬。現時約有300萬人在這些已發展地區及附近的鄉鎮內居住。
現時，政府把新界東北的粉嶺北、古洞北和新界西北的洪水橋劃為發展區，並展開了一連串的公眾諮詢，日後如有需要，會展開這些地區的開發工作。

## 列表
現時所有新市鎮皆位於新界；而新界所有九個區皆有新市鎮。
| 名稱                                  | 開始發展年份                        | 人口 （2022年）  | 面積 （平方公里） | 人口密度 （人/平方公里） | 現在所屬區份   |
| ------------------------------------- | ----------------------------------- | ---------------- | ----------------- | ------------------------ | -------------- |
| 荃灣新市鎮 （包括荃灣、葵涌及青衣島） | 1959年（衛星城市） 1961年（新市鎮） | 823,386(2016年中 | 32.85             | 34,308                   | 荃灣區和葵青區 |
| 沙田新市鎮 （包括沙田及馬鞍山）       | 1973年                              | 690,000          | 35.87             | 18,556                   | 沙田區         |
| 屯門新市鎮                            | 1973年                              | 495,000          | 19.00             | 25,653                   | 屯門區         |
| 大埔新市鎮                            | 1976年                              | 305,000          | 12.70             | 21,317                   | 大埔區         |
| 元朗新市鎮                            | 1977年                              | 300,000          | 5.61              | 28,522                   | 元朗區         |
| 粉嶺／上水新市鎮 （包括粉嶺及上水）   | 1978年                              | 315,000          | 7.80              | 33,326                   | 北區           |
| 將軍澳新市鎮                          | 1982年                              | 480,000          | 10.05             | 39,650                   | 西貢區         |
| 天水圍新市鎮                          | 1987年                              | 308,000          | 4.30              | 66,566                   | 元朗區         |
| 東涌新市鎮                            | 1991年                              | 86,392(2016年)   | 25.00             | 10,409                   | 離島區         |

## 市中心
由沙田和屯門開始，差不多每個新市鎮都有刻意劃定的「市中心」區域（也有次一級區域的，如青衣和馬鞍山），集中所有最重要的市政設施，例如大會堂、公共圖書館、法院、市鎮主公園、交通樞紐、大型商場等。現時設有明確市中心的新市鎮有屯門、沙田、將軍澳和天水圍等。

## 計劃/發展進行中新發展區

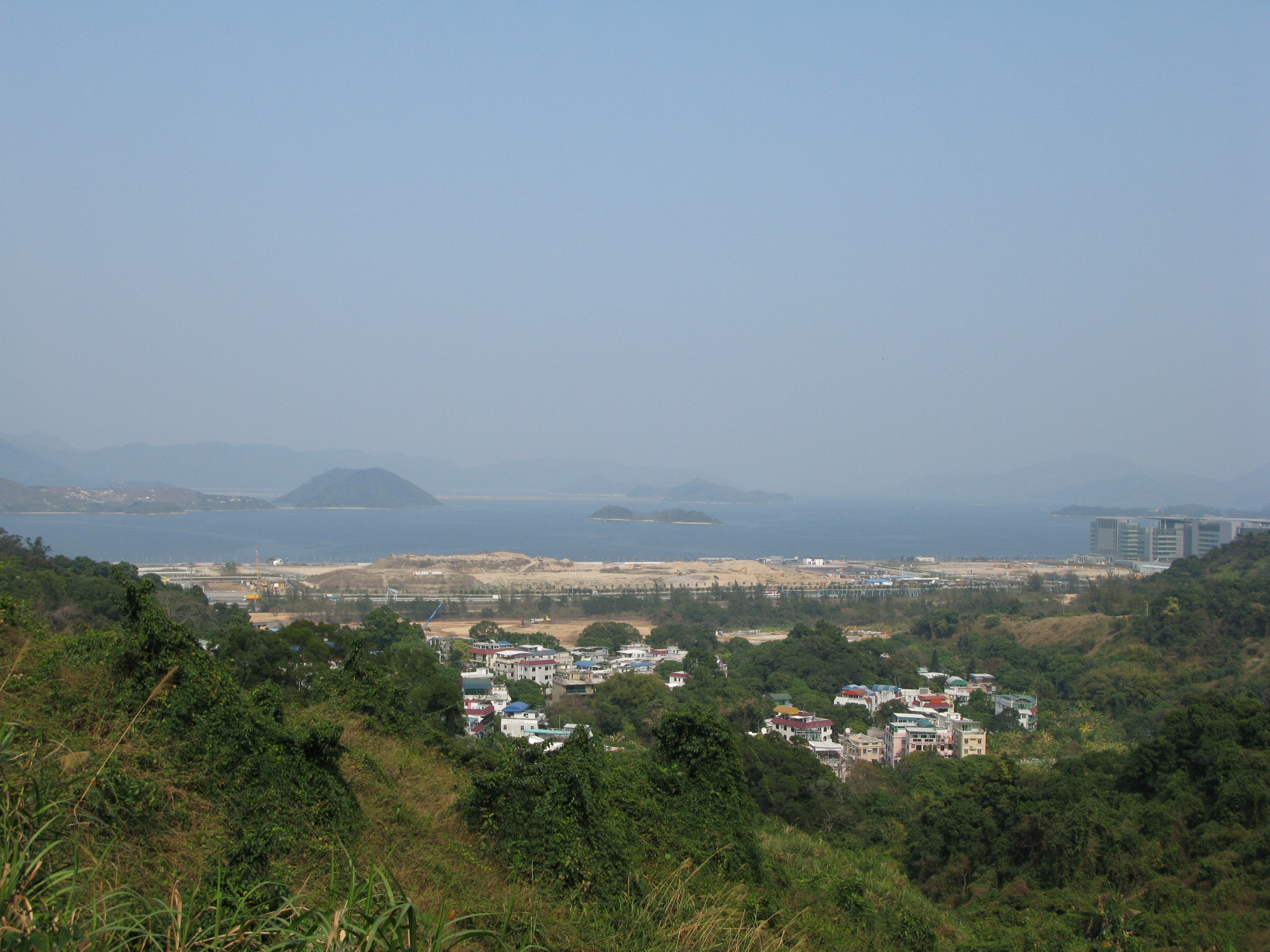
白石角

| 新發展項目                                                      | 地區       | 預計落成年份 | 佔地                                        | 工程價格估算 | 可容納人口                            | 進度                                                               | 資料來源             |
| 已落成                                                          | 已落成     | 已落成       | 已落成                                      | 已落成       | 已落成                                | 已落成                                                             | 已落成               |
| --------------------------------------------------------------- | ---------- | ------------ | ------------------------------------------- | ------------ | ------------------------------------- | ------------------------------------------------------------------ | -------------------- |
| 西九文化區                                                      | 油尖旺區   | 2016-2020    | 40.91公頃                                   | 216億        | 文化用途                              | 第一批設施已於2018年底落成                                         | [ 4 ]                |
| 觀塘市中心重建項目                                              | 觀塘區     | 2014-2021    | 5公頃                                       | 數百億       | 未有資料                              | 第一期已經落成                                                     | [ 5 ]                |
| 啟德發展計劃                                                    | 九龍城區   | 2013-2023    | 320公頃                                     | 未有資料     | 86,500                                | 第一期部份項目已落成                                               | [ 6 ]                |
| 起動九龍東                                                      | 觀塘區     | 不詳         | 9.1公頃（行動區）                           | 未有資料     | 商業用途                              | 部份短期落實項目已完成                                             | [ 7 ]                |
| 前茶果嶺高嶺土礦場                                              | 觀塘區     | 2021         | 3.29公頃                                    | 未有資料     | 6,000                                 | 已售出地皮                                                         | [ 8 ]                |
| 主體工程                                                        |            |              |                                             |              |                                       |                                                                    |                      |
| 落馬洲河套地區                                                  | （未指定） | 2020         | 182公頃                                     | 750億        | 商業用途                              | 現正進行第一期主體工程                                             |                      |
| 東涌新市鎮擴展計劃 （包括東涌東和東涌西）                       | 離島區     | 2024-2030    | 280公頃                                     | 250億        | 140,000                               | 現正進行填海及前期工程                                             | [ 10 ]               |
| 安達臣道石礦場用地發展                                          | 西貢區     | 2023-2024    | 198公頃                                     | 未有資料     | 25,000                                | 道路改善工程及行人連繫設施工程；首批住宅正在施工                   | [ 11 ] [ 12 ]        |
| 平整和基礎設施工程                                              |            |              |                                             |              |                                       |                                                                    |                      |
| 新界東北發展計劃 （包括古洞北和粉嶺北）                         | 北區       | 2026-2032    | 330公頃                                     | 未有資料     | 172,300                               | 已通過城規會階段（2015年6月19日），工程已於2019年第三季展開。      | [ 13 ] [ 14 ] [ 15 ] |
| 洪水橋／厦村新發展區                                            | 元朗區     | 2024-2038    | 450 公頃                                    | 500億        | 218,000                               | 現正進行平整和基礎設施工程）                                       | [ 16 ]               |
| 錦田南新發展區（包括八鄉車廠上蓋項目）                          | 元朗區     | 2026-2029    | 300 公頃                                    | 未有資料     | 92,800                                | 現正進行平整和基礎設施工程                                         |                      |
| 元朗南新發展區                                                  | 元朗區     | 2028-2038    | 224公頃                                     | 未有資料     | 98,700                                | 現正進行平整和基礎設施工程                                         |                      |
| 規劃及工程研究                                                  |            |              |                                             |              |                                       |                                                                    |                      |
| 新田／落馬洲發展樞紐 (新田科技城)                               | 元朗區     | 2032         | 320公頃                                     | 未有資料     | 約84,000                              | 勘查研究及詳細工程設計                                             | [ 17 ]               |
| 明日大嶼 （包括東大嶼都會）                                     | 離島區     | 2017-2030+   | 57.9 公頃（小蠔灣） 1,000公頃（東大嶼都會） | 6240億       | 4,000（小蠔灣） 700,000（東大嶼都會） | 已完成公眾參與報告 （當中小蠔灣填海完成技術研究）                  | [ 18 ] [ 19 ]        |
| 新界北新市鎮 （包括皇后山、恐龍坑、香園圍及坪輋／打鼓嶺新市鎮） | 北區       | 2020(皇后山) | 1,140 公頃                                  | 未有資料     | 200,000                               | 皇后山第一期工程已完成，第二期正規劃；其餘部份正進行規劃及工程研究 | [ 17 ]               |
| 羅湖／文錦渡綜合發展樞紐                                        | 北區       | 規劃中       | 未有資料                                    | 未有資料     | 7.5萬至8.5萬伙                        | 規劃及工程研究                                                     | [ 17 ]               |
| 龍鼓灘填海計劃及 屯門沿海地帶發展區                             | 屯門區     | 2030         | 各220 公頃                                  | 未有資料     | 未有資料                              | 規劃及工程研究                                                     | [ 20 ]               |
| 規劃中                                                          |            |              |                                             |              |                                       |                                                                    |                      |
| 躍動港島南 (包括黃竹坑、香港仔及鴨脷洲)                         | 南區       | 規劃中       | 未有資料                                    | 未有資料     | 綜合發展                              | 規劃中                                                             |                      |
| 馬料水填海計劃                                                  | 沙田區     | 2031         | 88 公頃                                     | 未有資料     | 創科產業設施                          | 規劃中                                                             | [ 20 ]               |
| 流浮山及白泥                                                    | 元朗區     | 規劃中       | 規劃中                                      | 未有資料     | 創科產業設施                          | 規劃中，納入北部都會區發展策略                                     | [ 21 ]               |

- - 沙田區
    - 狗肚山
    - 白石及落禾沙

  - 西貢區
    - 將軍澳南及百勝角

## 書籍
- "Hong Kong's new towns : a selective review"：Roger Bristow.（1989）

## 外部連結
- 香港年報2005──新市鎮 （页面存档备份，存于）
- 香港2030規劃遠景與策略 （页面存档备份，存于）
- 土木工程拓展署－區域發展
- 香港規劃署「進行中的研究」 （页面存档备份，存于）
- 新市鎮及市區的新大型發展計劃 （页面存档备份，存于）